# Tinamotis pentlandii
Tinamotis pentlandii е вид птица от семейство Тинамуви (Tinamidae).

## Разпространение
Видът е разпространен в Аржентина, Боливия, Перу и Чили.